# Platia Eleftherias (Thessaloniki)
Die Platia Eleftherias (griechisch Πλατεία Ελευθερίας Platía Eleftherías, deutsch ‚Platz der Freiheit‘) ist ein zentraler Platz in der Innenstadt der griechischen Stadt Thessaloniki. Den Namen hat dieser von der jungtürkischen Revolution, die 1908 auf dem Platz begann. Der Platz ist derzeit ein Parkplatz, aber 2013 wurde von der Stadtverwaltung Thessalonikis ein öffentlicher Wettbewerb ausgeschrieben, um einen Entwurf für die Umgestaltung in einen Park zu realisieren. Die Bauarbeiten begannen 2018 mit Kosten in Höhe von 5,1 Millionen Euro.
Der Platz wird im Norden von der Odos Mitropoleos, im Süden von der Leoforos Nikis und dem alten Hafenviertel von Thessaloniki, im Westen von der Odos Ionos Dragoumi und im Osten von der Odos Venizelou begrenzt. Der Platz ist trapezförmig und hat eine Fläche von etwa 5087 m². Der Platz ist von Banken, Versicherungsgesellschaften und Büros umgeben. Gegenüber der Odos Ionos Dragoumi liegt das Ausgehviertel Ladadika.
Am 11. Juli 1942 wurden Tausende von griechischen jüdischen Männern zusammengetrieben, öffentlich gefoltert und gedemütigt, bevor sie während des Holocausts in Griechenland zur Zwangsarbeit registriert wurden. Ihnen ist das Holocaust-Museum gewidmet.

## Geschichte
Zuvor verlief an diesem Ort die Stadtmauer von Thessaloniki mit einem Turm aus der byzantinischen Zeit, der den Eingang des Hafens bewachte. In der osmanischen Zeit wurde dieser Turm Tophane (Kanonenhaus) genannt. Nach 1870, als mit dem Abriss der südlichen und östlichen Stadtmauer begonnen wurde, reichte das Meer bis zur Mitte des Platzes.
Der Abriss der Mauer, der die Einfahrt in den Hafen erleichtern sollte, schuf mehr Platz und erleichterte die Mobilität der Schiffe. Mit der Eröffnung der Mehmet-Sabri-Pascha-Straße, der heutigen Venizelou-Straße, im Jahr 1867 entstand ein kleiner Platz, da sich die Straße in Richtung der Kaianlagen verbreiterte. Dieser wurde zunächst Platía Apováthras (Platz der Werft) und später Platía Olýmbou (Platz des Olymps) genannt, weil man von hier aus den Olymp über den Thermaischen Golf sehen konnte. Während des späten Osmanischen Reiches wurde der Platz zu einem wichtigen kosmopolitischen Zentrum des Viertels, das als Frangomachalas (türkisch Frenk Mahallesi, Europäisches oder Fränkisches Viertel) bekannt war, und der gesamten Stadt. Es entwickelte sich auch zu einem Handels- und Finanzzentrum, das Thessaloniki zur Finanzhauptstadt des osmanischen Balkans und zu einem bedeutenden wirtschaftlichen Akteur im östlichen Mittelmeerraum machte. Die Gebäude der Bank von Saloniki, der Bank des Orients und der Osmanischen Bank befanden sich alle in Reichweite eines Platzes. Das Olympos Hotel mit seinem Restaurant und das Hotel Royale bildeten den Mittelpunkt des frühen osmanischen Platzes. Der Platz selbst wurde für Besucher, die mit dem Schiff anreisten, zum Eingang in die Stadt.
Ab 1893 wurde in Thessaloniki ein Straßenbahnsystem eingeführt, dessen westlicher Ausgangspunkt der Platia Eleftherias war. Später im Jahrzehnt wurde der Platz im Rahmen der Einführung der Gasbeleuchtung beleuchtet und 1908 wurde das Straßenbahnnetz, das über den Platz führt, elektrifiziert.
Im April 1903 legten bulgarische Anarchisten, Mitglieder der BMARK, eine Bombe in einer Bierhalle auf dem Platz; dies war Teil eines koordinierten Terroranschlags, bei dem unter anderem auch das französische Schiff Guadalquivir versenkt und die nahe gelegene Ottoman Bank bombardiert wurde. Dieses Ereignis war der Ausgangspunkt des mazedonischen Kampfes.

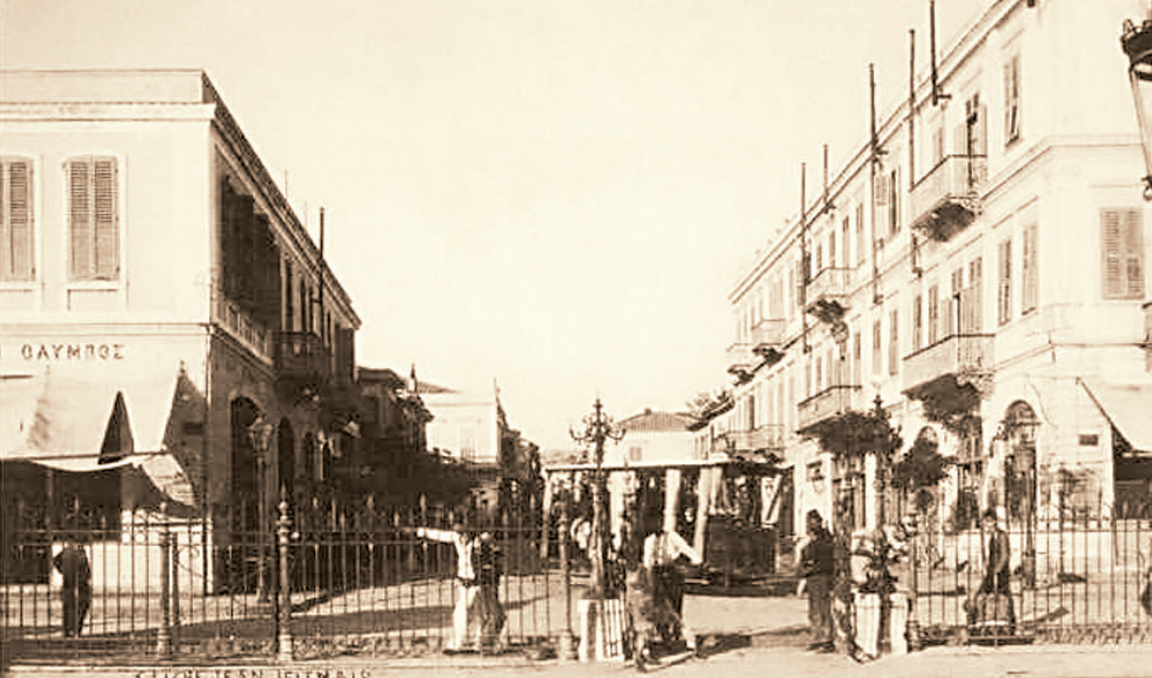
Platia Olymbou, Ende des 19. Jahrhunderts

Der Aufstieg Thessalonikis zu einem Wirtschaftszentrum im Osmanischem Reich brachte eine Zunahme westlicher Reisender mit sich, so dass der ursprüngliche Platz deren Bedürfnissen nicht mehr gerecht werden konnte. Zwischen 1898 und 1911 wurde der Platz vollständig umgestaltet. Zunächst wurde das Olympos Hôtel erweitert und in Olympos Palace Hôtel umbenannt; kurz darauf wurde das Hôtel Royale abgerissen und neu gebaut. Die Brüder Ahmet und Mehmet Kamapci, die Eigentümer des Olympos Palace Hôtel, errichteten am Platz ein weiteres Luxushotel, das Hôtel de Rome. Zeitgleich wurde das Stein Building, das damals modernste Gebäude der Stadt, 1911 unter der Schirmherrschaft des Bürgermeisters Hulusi Bey fertiggestellt. Außerdem eröffneten am Platz das Grand Hôtel D’Angleterre sowie zahlreiche Cafés, Restaurants und Pâtisseries.
Auch der jüdische Club des Intimes mit seiner Bibliothek hatte hier seinen Sitz, eine fortschrittliche Gesellschaft der Oberschicht, die sich für Philanthropie und verschiedene jüdische Belange einsetzte, gleichzeitig aber pro-osmanisch und vehement antizionistisch eingestellt war; dies führte zu großen Reibereien zwischen dem Club des Intimes und dem Club Nouveau, einem rivalisierenden zionistischen Privatclub am Wasser, der sich vom Club des Intimes abspaltete. Bei seinem Staatsbesuch in Thessaloniki im Jahr 1908 zog der offizielle Festzug von Sultan Abdülhamid II. über den Platz und vor dem Club des Intimes vorbei.

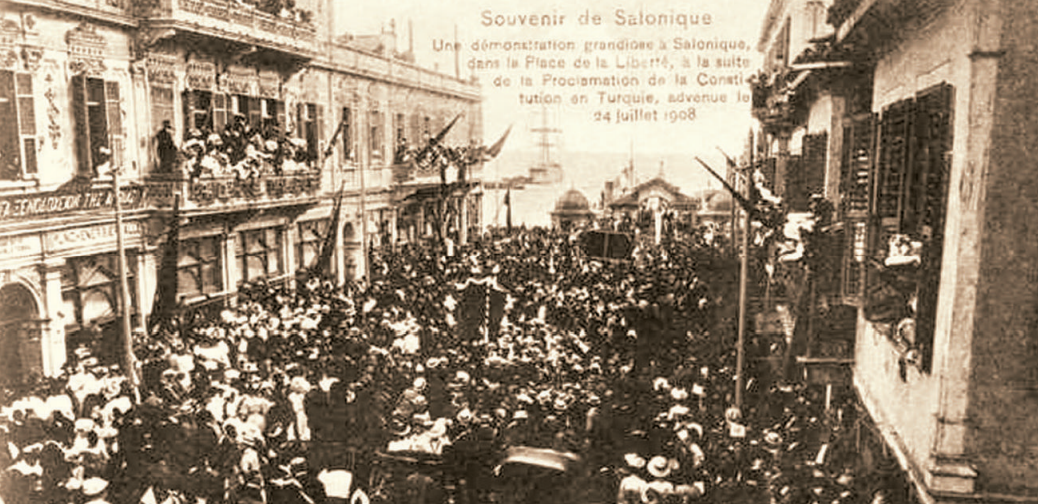
Proklamation der jungtürkischen Revolution aus dem Grand Hôtel D’Angleterre am 24. Juli 1908

Die Ereignisse der Jungtürkenrevolution gaben dem Platz seinen heutigen Namen. Die Jungtürken begannen die Revolution in Thessaloniki und Enver Pascha erklärte einer auf dem Platia Eleftherias versammelten Menge: „Heute ist die Willkürherrschaft zu Ende, es gibt keine schlechte Regierung mehr. Wir sind alle Brüder. Es gibt keine Bulgaren, Griechen, Serben, Rumänen, Juden oder Muslime. Unter dem blauen Himmel sind wir alle gleich, wir sind stolz darauf, Osmanen zu sein.“ Auf alten osmanischen und griechischen Postkarten erscheint er fortan auf Französisch als Place de la Liberté (Platz der Freiheit).
Nachdem Thessaloniki 1913 Teil Griechenlands geworden war, wurde im Januar 1916 in einem der Gebäude rund um den Platz die Liberale Vereinigung Makedoniens, der erste liberale Club Griechenlands, gegründet. Es handelte sich um eine Organisation, die die Anliegen der Liberalen Partei und von Eleftherios Venizelos unterstützte und förderte, da Thessaloniki und das übrige Nordgriechenland zu dieser Zeit eine Hochburg der Liberalen waren; der Liberale Club war der erfolgreichste in Griechenland, wenn es darum ging, die offizielle Politik zu beeinflussen. Während des Ersten Weltkriegs war der Platz bei den alliierten Truppen der „Fünf-Nationen-Armee“, die an der Salonikifront kämpften, sehr beliebt, vor allem im Café Flokas, der berühmtesten Pâtisserie der Stadt, wo eine schottische freiwillige Krankenschwester feststellte, dass „die Krieger [endlich] in der Lage waren, sich zu entspannen, zu trinken, zu rauchen und über die neuesten Sänger in den Café-concerts der Stadt zu diskutieren“.

### Nach dem Brand

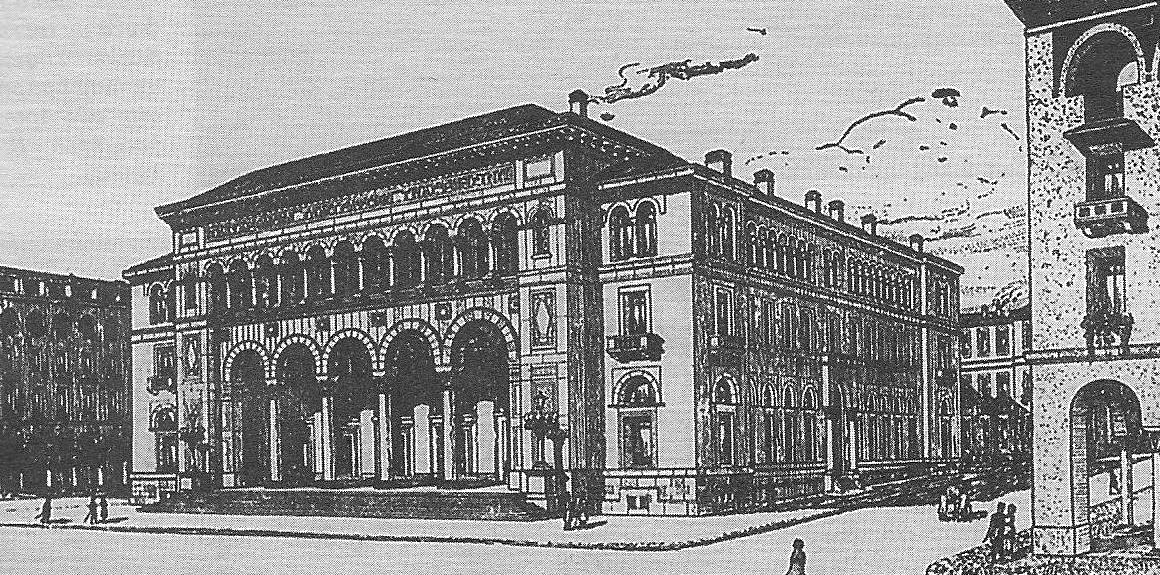
Der Vorschlag von Hébrard für die TTT-Büros, der nie gebaut wurde, und der leere Platz wurde zum heutigen Parkplatz

Der Brand in Thessaloniki im Jahr 1917 zerstörte den ursprünglichen Charakter des Platzes, nur das Stein Building, ein österreichisches Kaufhaus, blieb verschont. Da Thessaloniki nach dem Brand eine Planstadt werden sollte, hatte die Regierung ein Verbot für Wiederaufbauten in den ausgebrannten Stadtteilen erlassen, bevor der neue Plan fertiggestellt war. Die Bedeutung des Platia Eleftherias für das Leben in Thessaloniki zeigt sich darin, dass besondere königliche Edikte erlassen wurden, die es erlaubten, Einrichtungen wie das Café Flokas vorübergehend wieder aufzubauen.
Die Kommission für die Neugestaltung unter der Leitung des französischen Architekten Ernest Hébrard wollte den Platz durch die regionalen Büros des Griechischen Post-, Telegrafen- und Telefondienstes (Ἑλληνικὴ Ταχυδρομικὴ, Τηλεγραφηματικὴ, καὶ Τηλεφωνικὴ Ὑπηρεσία) ersetzen, da der Platz nach der Gestaltung der nahegelegenen Platia Aristotelous überflüssig geworden war. Um das öffentliche Gebäude mit dem Namen TTT-Haus (Μέγαρον ΤΤΤ) sollten Banken und andere Gebäude errichtet werden und die Uferpromenade sollte erweitert werden, um weiteren öffentlichen Raum zu schaffen. Dort sollte ein kleiner neuer Platz entstehen, der Postplatz (französisch Place de la Poste). Hébrard war nicht der einzige, der Vorschläge für die Gestaltung des TTT-Gebäudes einreichte; auch der griechische Architekt Marinos Delladetsimas legte einen Vorschlag vor, der deutliche Einflüsse von Hébrards neobyzantinischem Stil aufweist.
Die Pläne wurden größtenteils nicht umgesetzt, obwohl der Wiederaufbau in den späten 1920er und frühen 1930er Jahren begann. Im Jahr 1921 wurde die erste planmäßige Genehmigung erteilt, und in den späten 1920er Jahren wurde mit dem Bau eines Gebäudes an der nordwestlichen Ecke des Platzes begonnen, in dem die Griechische Nationalbank untergebracht werden sollte, sowie mit einem Gebäude auf der gegenüberliegenden Straßenseite, in dem die Ionian Bank untergebracht werden sollte. Die Niederlassung der Griechische Nationalbank wurde 1933 eröffnet, aber der Entwurf wurde so geändert, dass auch die 1928 gegründete Bank von Griechenland darin untergebracht werden konnte. Die Arbeiten an den Fundamenten des TTT-Hauses begannen 1931, wurden aber durch die Entdeckung der in den späten 1800er Jahren abgerissenen Meeresmauer behindert. Im April 1941 wurde das Gebäude der Ionian Bank von den deutschen Behörden beschlagnahmt und in die örtliche Ortskommandantur, das Hauptquartier der Besatzungsbehörde, umgewandelt. Aus der Ionian Bank wurde später die Ionische Volksbank, die heutige Alpha Bank, die das Gebäude noch immer nutzt.

### Zweiter Weltkrieg und Nachkriegszeit

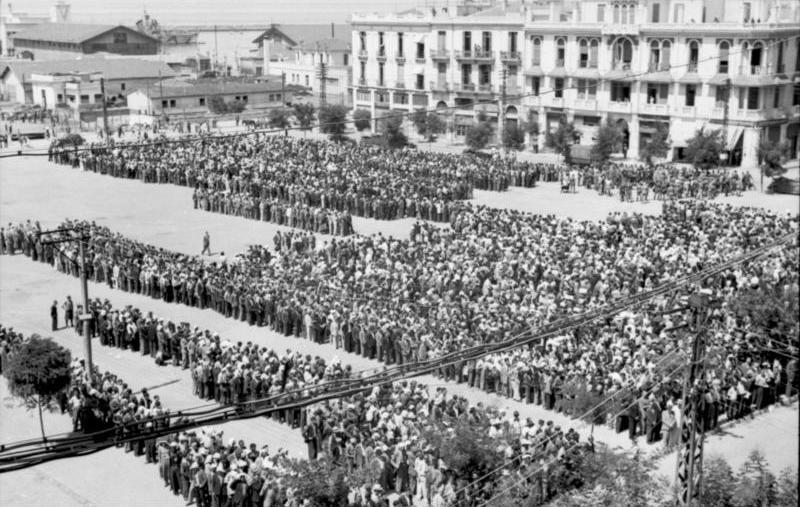
Registrierung der Juden durch die Nationalsozialisten

Am 11. Juli 1942, der Tag, der als „schwarzer Schabbat“ bekannt wurde, wurden alle jüdischen Männer zwischen 18 und 45 Jahren aufgefordert, sich auf dem Platz einzufinden, um Zwangsarbeit zu leisten. Am selben Tag versammelten sich 6000 oder 7000 von ihnen auf dem Platz, bewacht von bewaffneten deutschen Soldaten. Die versammelte Menge wurde öffentlich gefoltert und gedemütigt, bevor sie registriert wurde. Die Nationalsozialisten verlangten für die Befreiung der Juden von der Zwangsarbeit ein Lösegeld in Höhe von 2,5 Milliarden Pfund, das ihnen die Gemeinde zahlte. Zwischen dem 15. März und dem 7. August 1943 wurden 56.000 Juden aus Thessaloniki in die Konzentrationslager der Nazis deportiert. 96 % der jüdischen Bevölkerung der Vorkriegszeit wurden ermordet.
Nach dem Zweiten Weltkrieg wurde das Projekt, das TTT-Haus auf dem Platz zu errichten, aufgegeben, als der Platz am 6. April 1963 auf Anordnung des Ministeriums für öffentliche Arbeiten offiziell zum öffentlichen Raum erklärt wurde. Die Griechische Post focht diese Entscheidung an, konnte sich aber vor Gericht nicht durchsetzen. Anschließend wurde der Platz in einen Parkplatz und einen Busbahnhof umgewandelt, der von der Griechischen Tourismusorganisation als einziger öffentlicher Parkplatz der Stadt eröffnet wurde. Dies wurde 1972 erneut erfolglos angefochten. Die Beseitigung des Parkplatzes und die Umgestaltung des Geländes in einen offenen Platz wurde erstmals 1997 diskutiert, als Thessaloniki Kulturhauptstadt Europas wurde, wurde aber schließlich wegen der hohen Kosten für den Bau einer Tiefgarage aufgegeben. Ein Holocaust-Denkmal wurde 1997 von dem serbischen Holocaust-Überlebenden Nandor Glid geschaffen, aber erst 2006 in der südlichen Ecke des Platzes aufgestellt. Das Denkmal wurde 2018 zweimal geschändet, einmal von Mitgliedern der Chrysi Avgi im Januar und einmal von rechtsextremen Demonstranten, die an einer Kundgebung zur Namensgebung für Mazedonien teilnahmen. Der Bürgermeister Thessalonikis, Giannis Boutaris, der sich für die Umgestaltung des Platzes in eine Freifläche einsetzte, bezeichnete das Denkmal als „schwer zu finden“. In derselben Rede im Jahr 2018 erläuterte er die Gründe für das Beharren der Stadtverwaltung auf der Umgestaltung des Platzes mit den Worten: „Der neue Platia Eleftherias wird den Stolz aller Thessalonicher auf ihre Stadt, ihre Vergangenheit, ihre Gegenwart und ihre Zukunft symbolisieren. Ein paar hundert Meter weiter wird das Holocaust-Museum von Thessaloniki unsere Schande symbolisieren. Für alles, was geschehen ist, für alles, was wir getan haben, und vor allem für alles, was wir nicht tun konnten oder wollten, Einheimische und Einwanderer, Rechte und Linke, während und nach dem Krieg.“
Im Jahr 2013 wurde ein Gestaltungswettbewerb ausgeschrieben, und 2018 begann das Ausschreibungsverfahren zur Auswahl eines Auftragnehmers für die Durchführung der Bauarbeiten. Das Gesamtbudget für die Sanierung des Platzes beläuft sich derzeit auf 5,1 Millionen Euro, die durch ein Darlehen der Europäischen Investitionsbank finanziert werden. Im März 2019 wurden die Parkplätze auf dem Platz in Vorbereitung auf die Sanierung geschlossen.

## Architektur
Die ursprüngliche Ästhetik der Platia Eleftherias war vom westeuropäischen Belle-Époque-Stil beeinflusst – zu einer Zeit, als ein Großteil von Thessaloniki orientalisch geprägt war, mit engen Gassen und einem Mangel an einer grundlegenden europäischen Stadtplanung. Das Gebiet um den Platz war damals zum kosmopolitischen Zentrum der Stadt geworden und es entstanden Gebäude im europäischen Stil, darunter auch Beispiele des osmanischen Neoklassizismus und des Barocks, im eklektischen Stil. Zu dieser Zeit war der Platz viel schmaler als nach dem Brand, aber er war immer noch der größte öffentliche Platz im osmanischen Thessaloniki.

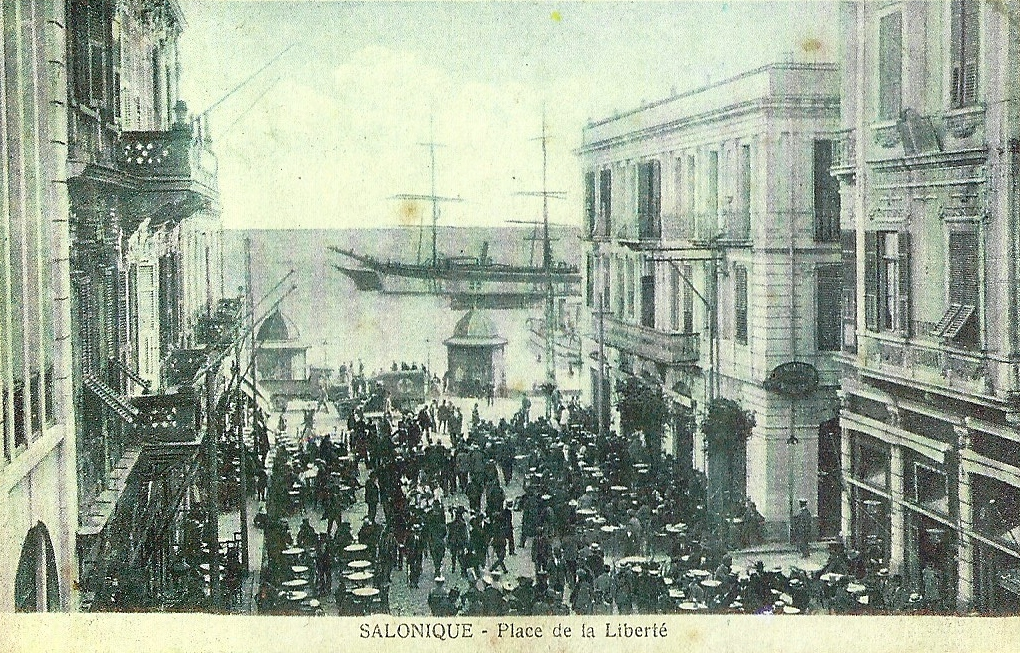
Blick über den Platz in Richtung Meer, 1910er Jahre
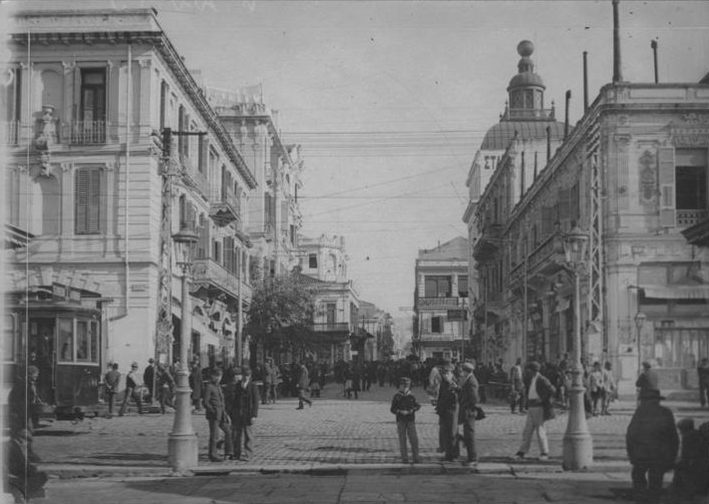
Blick über den Platz in Richtung Stadt, 1910er Jahre

## Verkehr
Es gibt zahlreiche öffentliche Verkehrsmittel, die den Platz zugänglich machen. Der Busbahnhof im Norden des Platzes wird von der städtischen Verkehrsgesellschaft Thessaloniki (OASTH) betrieben. Die Buslinien 05 (einschließlich 05A und 05B), 06, 33 (einschließlich 33A) und 35 halten am Platz und es gibt einen eigenen Fahrkartenkiosk. Das Thessaloniki-Fährennetz hat seine Endstation am Hafen von Thessaloniki gegenüber dem Platz. Die Station Venizelou der Metro Thessaloniki, die nur wenige Gehminuten vom Platz entfernt an der Ecke der Venizelou- und Egnatia-Straßen liegt, wird ab 2021 auch den Platz bedienen; sie wird sowohl von der Linie 1 als auch von der Linie 2 bedient.
Der Platz ist auch mit dem Auto erreichbar. Seit den 1960er Jahren befindet sich auf dem gesamten Platz ein Parkplatz, aber es ist nicht bekannt, wohin der Parkplatz nach der Neugestaltung des Platzes verlegt werden soll. Es wurden keine Vorkehrungen für eine Tiefgarage getroffen, was im Stadtrat Fragen aufgeworfen hat. Der Parkplatz beschert der Stadt Thessaloniki derzeit jährliche Einnahmen in Höhe von 1,2 Millionen Euro, die mit der Umgestaltung des Platzes in einen öffentlichen Raum ohne Parkmöglichkeiten wegfallen.

## Kultur
Die Ereignisse, die zur Vernichtung der Juden von Thessaloniki führten, wurden 2015 in einem Film von Manousos Manousakis mit dem Titel Cloudy Sunday (Bewölkter Sonntag) dargestellt. Aufgrund der erheblichen Veränderung des architektonischen Charakters des Platzes und der Tatsache, dass dieser jetzt ein Parkplatz ist, wurde die Szene, in der die Registrierung der Juden auf der Platia Eleftherias gezeigt wird, auf der Platia Kotzia in Athen gedreht.